# Bert Stern
Bert Stern (født Bertram Stern den 3. oktober 1929 i Brooklyn, New York, død 26. juni 2013) var en amerikansk fotograf.

## Biografi
I 1959 regisserede han dokumentarfilmen Jazz on a Summer's Day, som handlede om Newport Jazz Festival i 1958. I 1999 blev filmen udvalgt til at blive bevaret i det amerikanske National Film Registry. 
Stern arbejdede som fotograf under indspilningen af Stanley Kubricks Lolita, og tog pressebillederne af Sue Lyon. Han har også fotograferet kendte personer som Audrey Hepburn, Elizabeth Taylor, Twiggy, Gary Cooper, Madonna, Louis Armstrong, Kylie Minogue og Drew Barrymore, og har herudover taget en masse rejse- og reklamebilleder.
I juni 1962 tog han nok det billede som blev hans mest kendte, da han fotograferede Marilyn Monroe, som senere skulle vise sig at blive én af hendes sidste professionelle fotoserier. Stern tog 2571 billeder af hende over en periode på tre dage. De blev taget i forbindelse med en fotoopgave for Vogue, og blev efter Monroes død, seks uger senere, kendt som «The Last Sitting». I 1982 publicerede Stern nogen af billederne i bogen af samme navn, før han senere offentliggjorde alle billederne i Marilyn Monroe: The Complete Last Sitting. I 2008 genskabte han disse fotos i Vogue med Lindsay Lohan som model.